# Henry Xhrouet
Ne doit pas être confondu avec Henry Xhrouet, dit Chrouet.
Henry Xhrouet était sculpteur ornemaniste à Ixelles (Bruxelles) et l’ami intime du sculpteur français néoclassique Paul Belmondo, père de l’acteur Jean-Paul Belmondo.
Il était président de l’association des sculpteurs de Belgique. Son chalet-atelier à Stavelot (près de Spa) dans lequel subsistent quelques œuvres, accueille aujourd’hui les hôtes de la région. Il s'est aussi impliqué dans la vie folklorique de Stavelot et a été fait chevalier de la confrérie des Blancs Moussis en 1963.